# Jonathan Colón
Jonathan Josué Colón Alcerro (San Pedro Sula, Cortés, Honduras, 9 de octubre de 1993) es un futbolista hondureño. Juega como delantero y su actual equipo es el Honduras Progreso de la Liga Nacional de Honduras.

## Trayectoria
Hizo su debut vistiendo los colores de Deportes Savio, el 11 de noviembre de 2012, en la victoria de su equipo sobre Marathón por 1 a 0. Al año siguiente, con la llegada de Mauro Reyes a la dirección técnica del club totopostero, Colón recibió mayores chances de juegos. En el Clausura 2013, torneo en el cual su equipo alcanzó clasificar a liguilla, disputó 5 juegos. 
A mediados de 2014, Deportes Savio descendió y Colón rescindió su contrato. Tras seis meses fuera de la actividad deportiva, a inicios de 2015 reforzó al Lepaera de la Liga de Ascenso, convirtiéndose rápidamente en una de las figuras del club. En julio de 2017 se anunció su llegada al Atlético Pinares. 
El 23 de julio de 2018 fichó con Honduras Progreso, a petición de Mauro Reyes, quien fue su entrenador en Deportes Savio.

## Clubes
| Club              | País     | Año             |
| ----------------- | -------- | --------------- |
| Deportes Savio    | Honduras | 2012 - 2014     |
| Lepaera           | Honduras | 2015 - 2017     |
| Atlético Pinares  | Honduras | 2017 - 2018     |
| Honduras Progreso | Honduras | 2018 - Presente |